# 博沃拉斯
博沃拉斯，是西班牙加利西亚自治区奥伦塞省的一个市镇。总面积88平方公里，总人口3313人（2001年），人口密度38人/平方公里。